# 1982 JD2
1982 JD2 är en asteroid i huvudbältet som upptäcktes 15 maj 1982 av Palomar-observatoriet.
Asteroiden har en diameter på ungefär 2 kilometer.